# Kloster Meelick

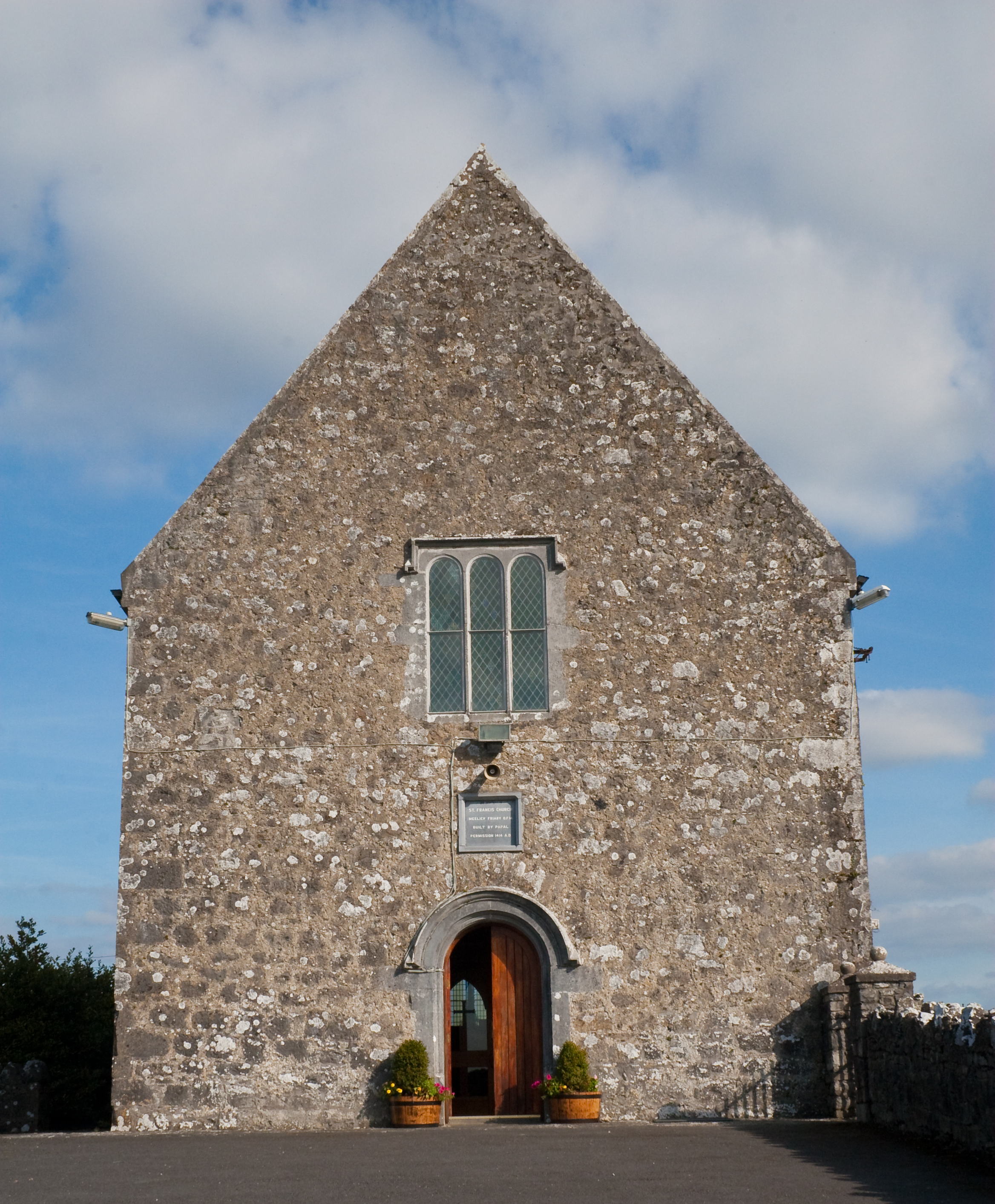
Die Westseite des Klosters Meelick, das heute als Kirche dient.

Das Kloster Meelick (irisch Míleac, englisch Meelick Friary) wurde 1414 von Breasal O’Madden als Haus der Franziskaner in der Diözese Clonfert (County Galway, Republik Irland) gegründet. 1479 schloss das Kloster sich den Observanten an. Während der Reformation wurde das Kloster 1559 aufgehoben. Zeitweise wurde das Kloster auch danach von den Franziskanern genutzt, bis es 1852 endgültig aufgegeben wurde. Danach wurde es als Gemeindekirche genutzt und von 1984 bis 1985 umfangreich restauriert.

## Geschichte

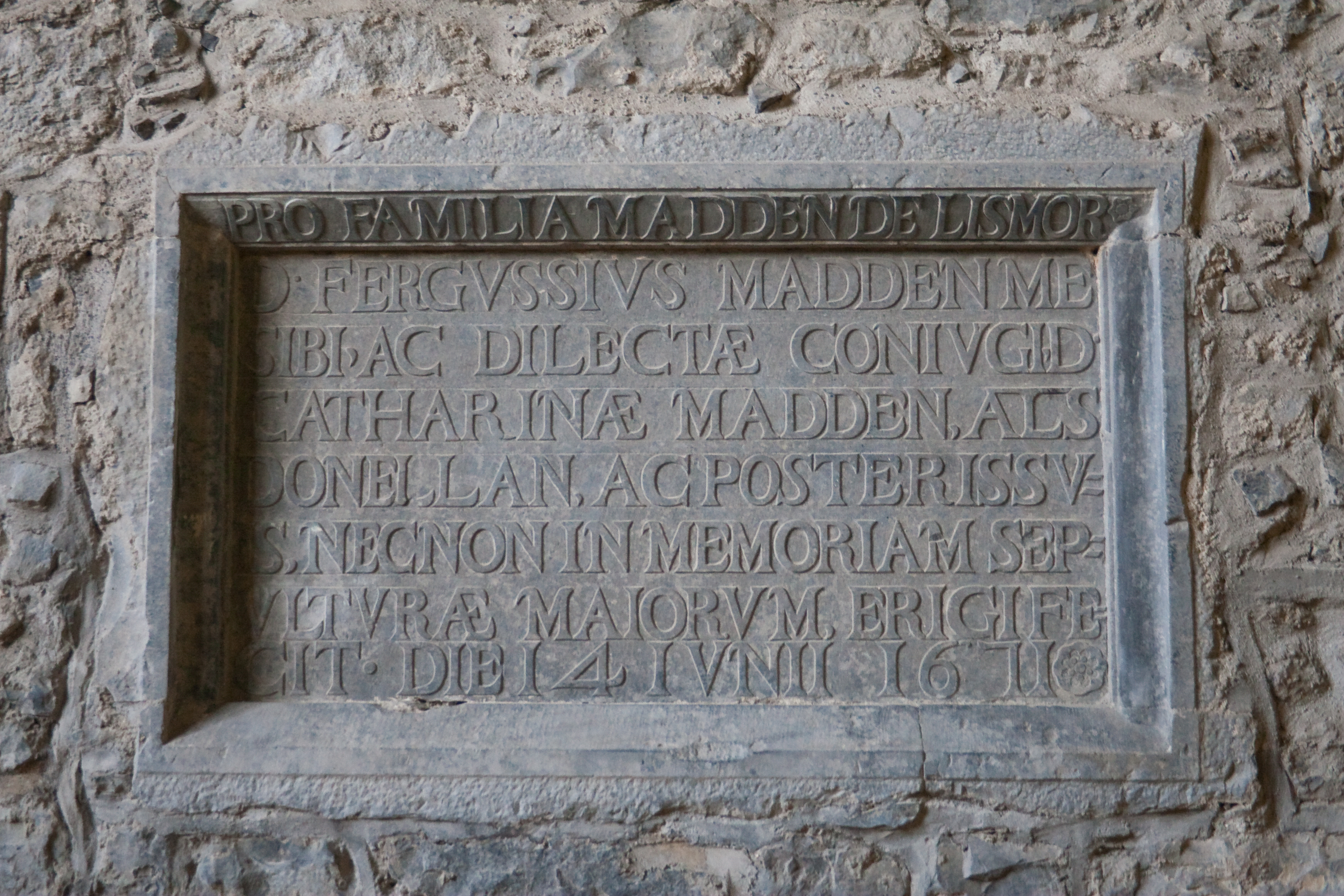
Die Verbindung der Familie O’Madden zu dem Kloster blieb auch nach der Auflösung jahrhundertelang erhalten, wie diese Gedenkplatte von 1671 belegt.

Der Name Meelick geht auf den irischen Begriff miliuc zurück, der ein an einem Fluss oder Gewässer angrenzendes Marschland bezeichnet. Das Gelände des Klosters grenzt unmittelbar an den Shannon etwas flussaufwärts von Portumna in der Nähe von Eyrecourt. Die Gründung selbst geht zurück auf den Auftrag des Gegenpapstes Johannes XXIII. an den Bischof von Clonfert, Thomas O’Kelly, drei Häuser für die Franziskaner zu gründen. Neben Meelick war hier auch die Gründung von Kilconnell erfolgreich, das in der gleichen Diözese liegt. Im Vergleich zu Kilconnell ging es Meelick wirtschaftlich jedoch deutlich schlechter. Im Jahr 1445 wurde festgestellt, dass das Kloster so ärmlich und durch kriegerische Auseinandersetzungen so in Mitleidenschaft gezogen worden ist, dass Papst Eugen IV. einen Almosenablass erließ, um die notwendigen Reparaturen zu finanzieren. Mit der Unterstützung der Familie O’Madden schloss sich das Kloster 1479 den Observanten an.

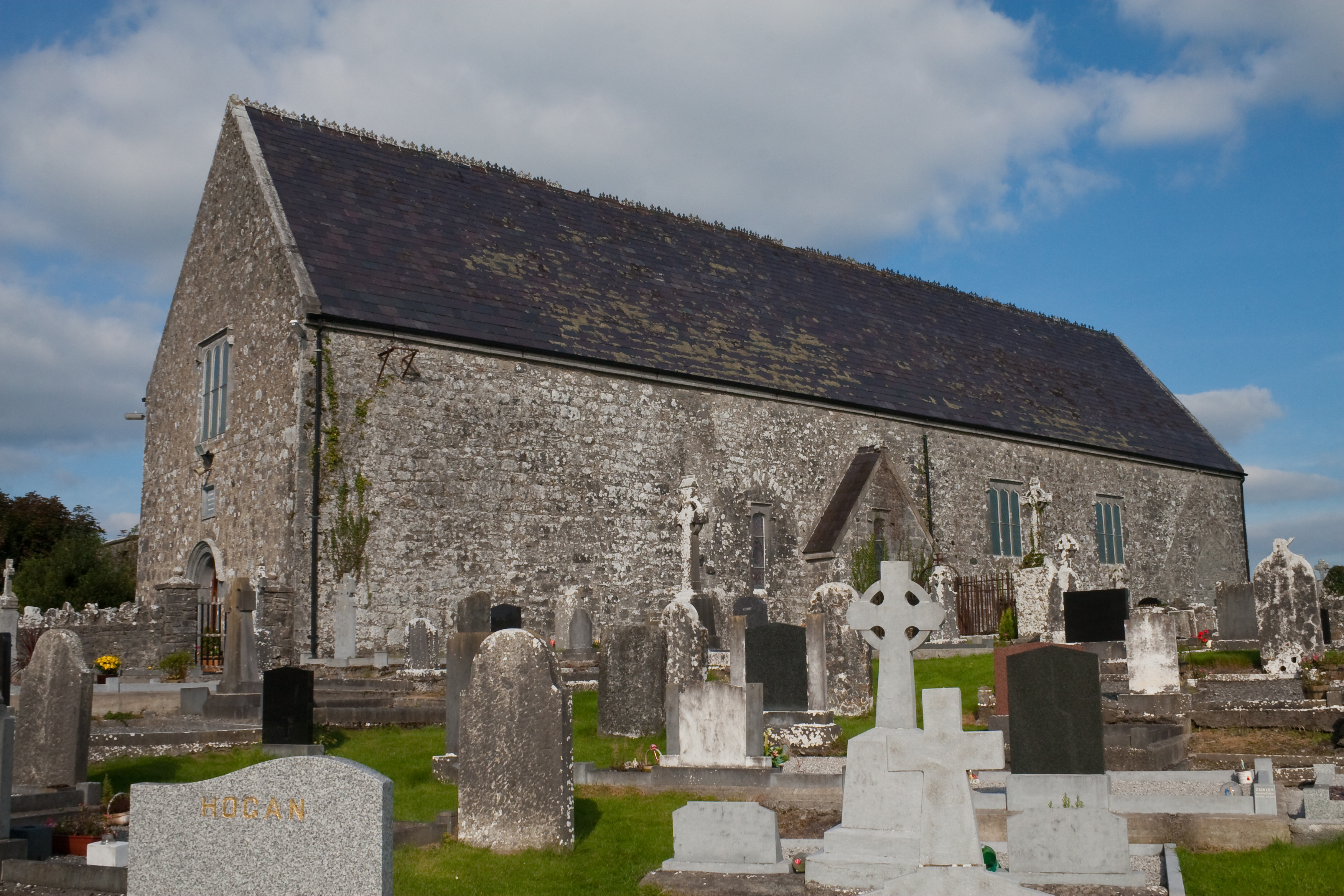
Südwestliche Ansicht des Klosters, bei der der Ansatz des abgerissenen südlichen Querschiffs sich noch erkennen lässt.

Das Kloster wurde 1559 aufgehoben und erheblich beschädigt. Im Jahr 1595 wurde das Kloster wieder renoviert und danach zwei Mal geplündert und erneut beschädigt. Während der Inspektionen des Provinzials Donagh Mooney um 1616 wurden keine Brüder vor Ort angetroffen und dem Bericht zufolge waren die Gebäude weitgehend zerstört. Um 1630 kehrten die Franziskaner wieder zurück. In dieser Zeit war der bedeutende Historiker John Colgan Guardian der Gemeinschaft. Aus dem Jahr 1645 ist eine große Prozession überliefert, an der die Brüder in ihrem Habit teilnahmen. Während der Feldzüge Oliver Cromwells mussten die Brüder erneut fliehen, wonach sie erst 1686 zurückkehrten, um 1690 nach der Niederlage des katholischen Irlands ein weiteres Mal zu fliehen. Als die Wirkung der gegen die Katholiken erlassenen Strafgesetze etwas nachließ, kamen die Franziskaner abermals zurück und bemühten sich, unauffällig zu bleiben.
In dieser Zeit wurde das heute nicht mehr erhaltene südliche Querschiff als Kirche notdürftig hergerichtet. Während der Hungersnot gerieten die Brüder in finanzielle Schwierigkeiten, als sie sich bemühten, die notleidende Bevölkerung mit Nahrung zu versorgen. Henry Hughes, der Bischof von Gibraltar ließ daraufhin im Jahr 1847 der Gemeinschaft 100 Pfund zukommen. Im Jahr 1852 wurde Meelick wurde den Franziskanern endgültig aufgegeben, wonach eine Nutzung der Gebäudereste als Gemeindekirche begann. Erst durch umfangreiche Restaurierungen in den Jahren 1984 und 1985 gewann Meelick die heutige Form, wobei das südliche Querschiff abgerissen und das Hauptschiff mitsamt dem Chorbereich wieder eingedeckt wurde.